# Saint-Baudelle
Saint-Baudelle là một xã của tỉnh Mayenne, thuộc vùng Pays de la Loire, tây bắc nước Pháp.